# Yelena Panova (culturista)
Yelena Panova (Vorónezh, 26 de abril de 1979) es una culturista profesional rusa asentada en los Estados Unidos.

## Primeros años y educación
Elena se graduó en la Universidad Técnica Estatal de Vorónezh con un máster en Relaciones Públicas. Comenzó a entrenar para perder peso en 1998. En aquella época se dedicaba a los ejercicios aeróbicos de step. Decidió convertirse en culturista tras asistir a un concurso local de culturismo en el que se llevó una muy buena impresión de los competidores. También se inspiró en las revistas con culturistas conocidas como Lenda Murray, Corinna Everson y Juliette Bergmann en sus portadas. En 2004 Elena cambió de carrera y se convirtió en entrenadora personal. En el invierno de 2006 Elena se trasladó a Moscú, trabajando en los principales centros de fitness. En 2009 se trasladó a Miami, estado de Florida (Estados Unidos).

## Carrera como culturista
En 2003 compitió en su primer concurso del Tercer Campeonato del Sur de Rusia de la FBFR "Samson 22", terminando en sexto lugar. A partir de esta etapa, la ocupación de Lena con el culturismo puede llamarse profesional. El 27 de marzo de 2004, preparándose para las competiciones a las que iba a acudir en el mes de mayo, decidió acudir a una actuación de demostración en la ciudad de Kursk. Antes de llegar, el coche en el que iba sufrió un severo accidente tras chocar con otro vehículo. 
Tras estar en coma tres días, despertó en la unidad de cuidados intensivos del hospital de emergencia, con una fractura por compresión de la columna y el cuello, una fractura abierta de la tibia, una contusión en el cerebro y un montón de otros desgarros y moretones.
El proceso de recuperación se alargó más de un año, hasta que volvió a la competición en noviembre de 2005, en el Campeonato Amateur de Rusia de la WFF-WBBF, celebrado en Verkhnyaya Pyshma, donde obtuvo el segundo lugar.
En 2006, se convirtió en profesional en el Campeonato Europeo Profesional de la WFF-WBBF, donde quedó en cuarto lugar. Su mayor éxito como profesional ha sido el segundo puesto en el Campeonato Mundial Pro WFF-WBBF 2007 y 2008.
Tras los Campeonatos Mundiales Pro WFF-WBBF de 2009, Elena Panova ocupa la cuarta posición en la lista del ranking mundial profesional femenino.

### Historial competitivo
- 2003 - FBFR Southern Russia Third Championship "Samson 22" - 6º puesto
- 2005 - WFF-WBBF Russia Amateur Championship - 2º puesto
- 2006 - WFF-WBBF Europe Amateur Championship – 2º puesto
- 2006 - WFF-WBBF Europe Pro Championship - 4º puesto
- 2007 - WFF-WBBF Europe Pro Championship - 2º puesto
- 2007 - WFF-WBBF World Amateur Championship - 1º puesto
- 2007 - WFF-WBBF World Pro Championship - 2º puesto
- 2008 - WFF-WBBF World Pro Championship - 2º puesto[3]